# Cris Alexander
Cris Alexander, född som Alan Smith 14 januari 1920 i Tulsa, Oklahoma, död 7 mars 2012 i Saratoga Springs, Saratoga County, New York, var en amerikansk fotograf, skådespelare, sångare, dansare och designer. 